# Rašeliniště pod Předním vrchem
Rašeliniště pod Předním vrchem je přírodní památka poblíž obce Bartošovice v Orlických horách v okrese Rychnov nad Kněžnou. Oblast spravuje AOPK ČR Správa CHKO Orlické hory.

## Důvod ochrany
Důvodem ochrany je bezlesá rašelinná enkláva v souvislém lesním porostu, s volnými jezírky. Výskyt vzácných druhů rostlin rosnatka okrouhlolistá (Drosera rotundifolia), suchopýr úzkolistý (Eriophorum angustifolium), pochvatý (Eriophorum vaginatum), prstnatec májový (Dactylorhiza majalis) a další. 

## Přístup
Rašeliniště se nalézá jihozápadně nad obcí Bartošovice v Orlických horách v blízkosti silnice na Kunvald u spodní hranice souvislého lesa. Asi 400 metrů jižně od něj prochází hřebenová červeně značená Jiráskova cesta.

## Fotogalerie

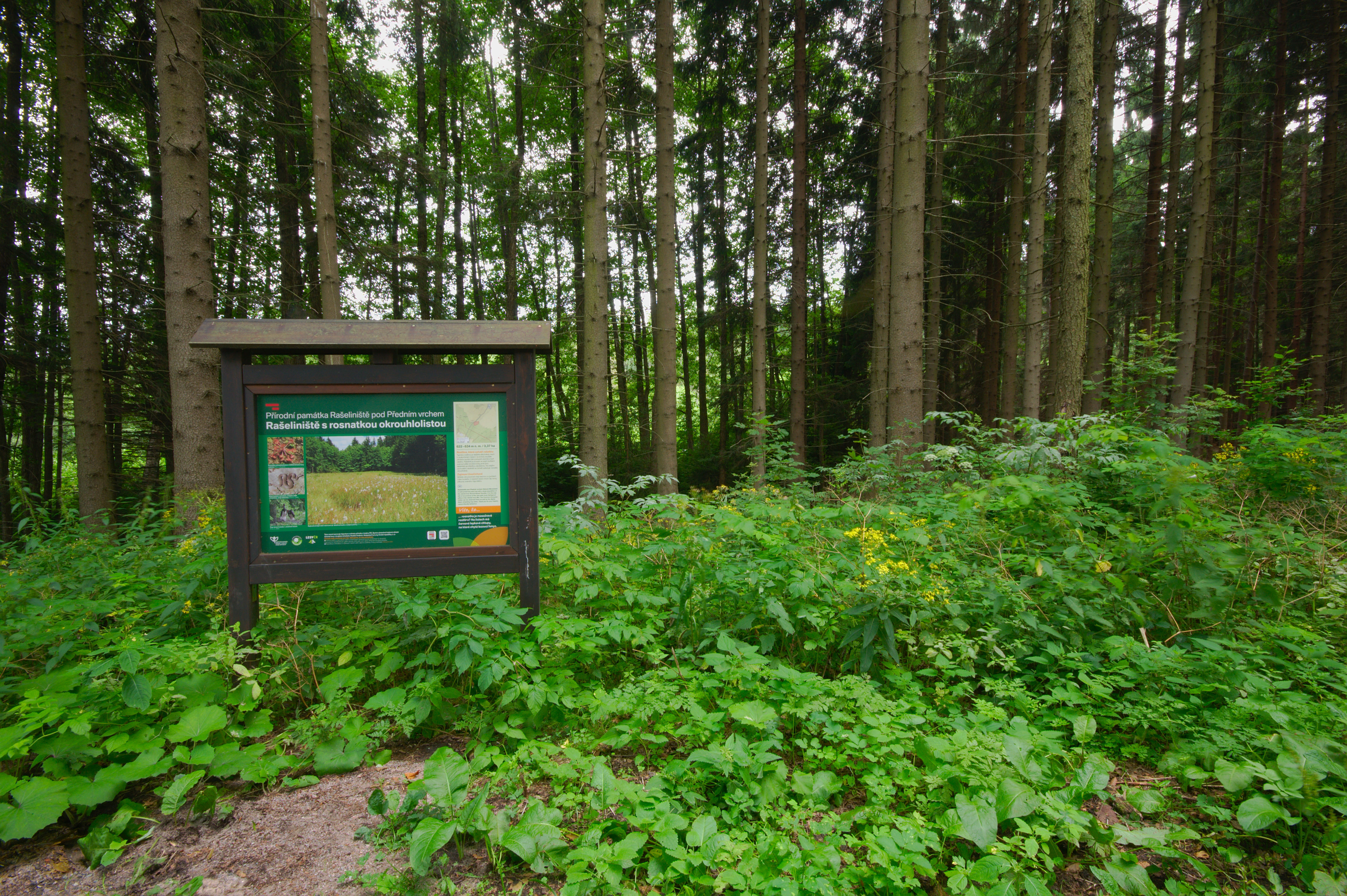
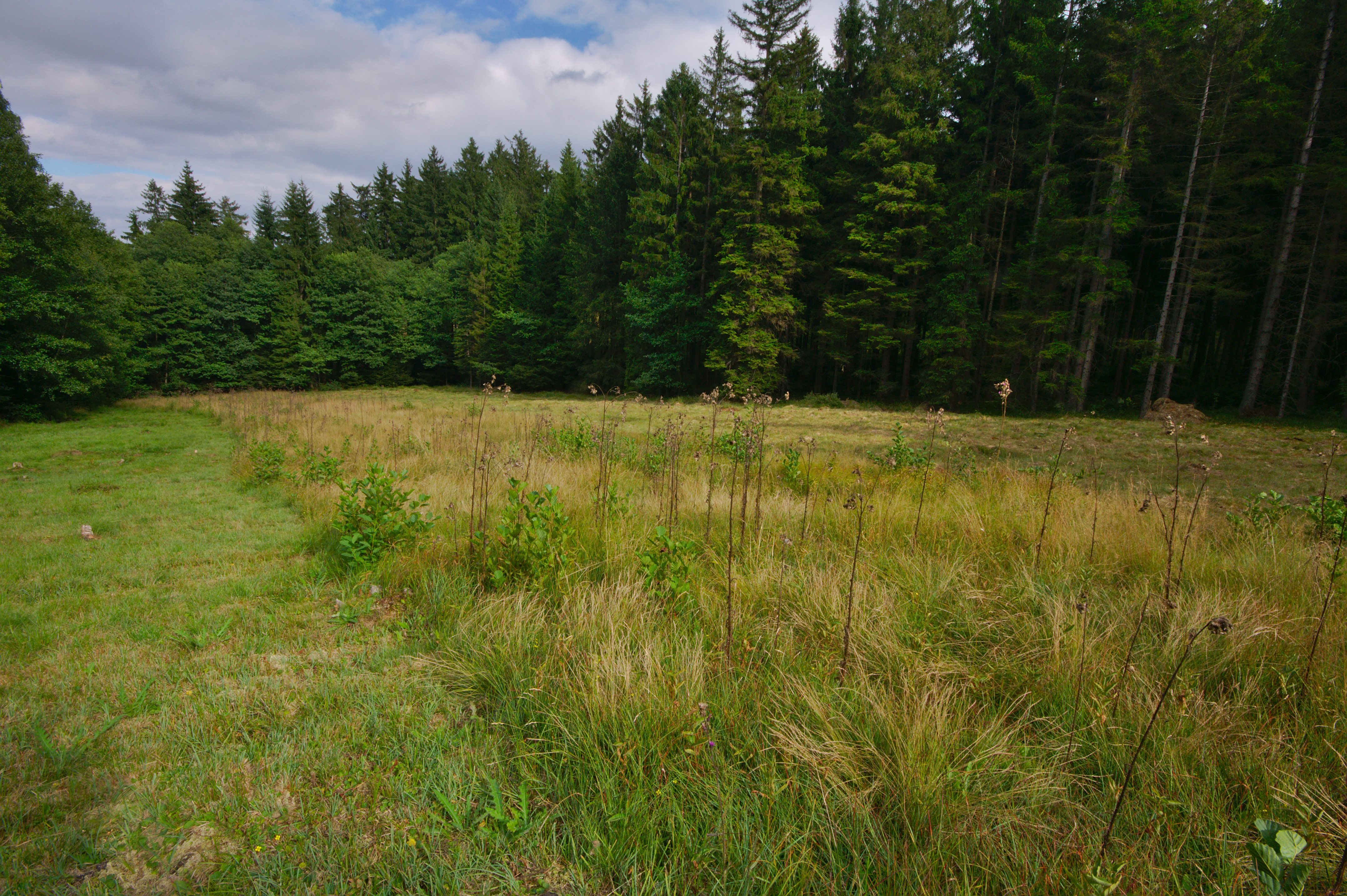
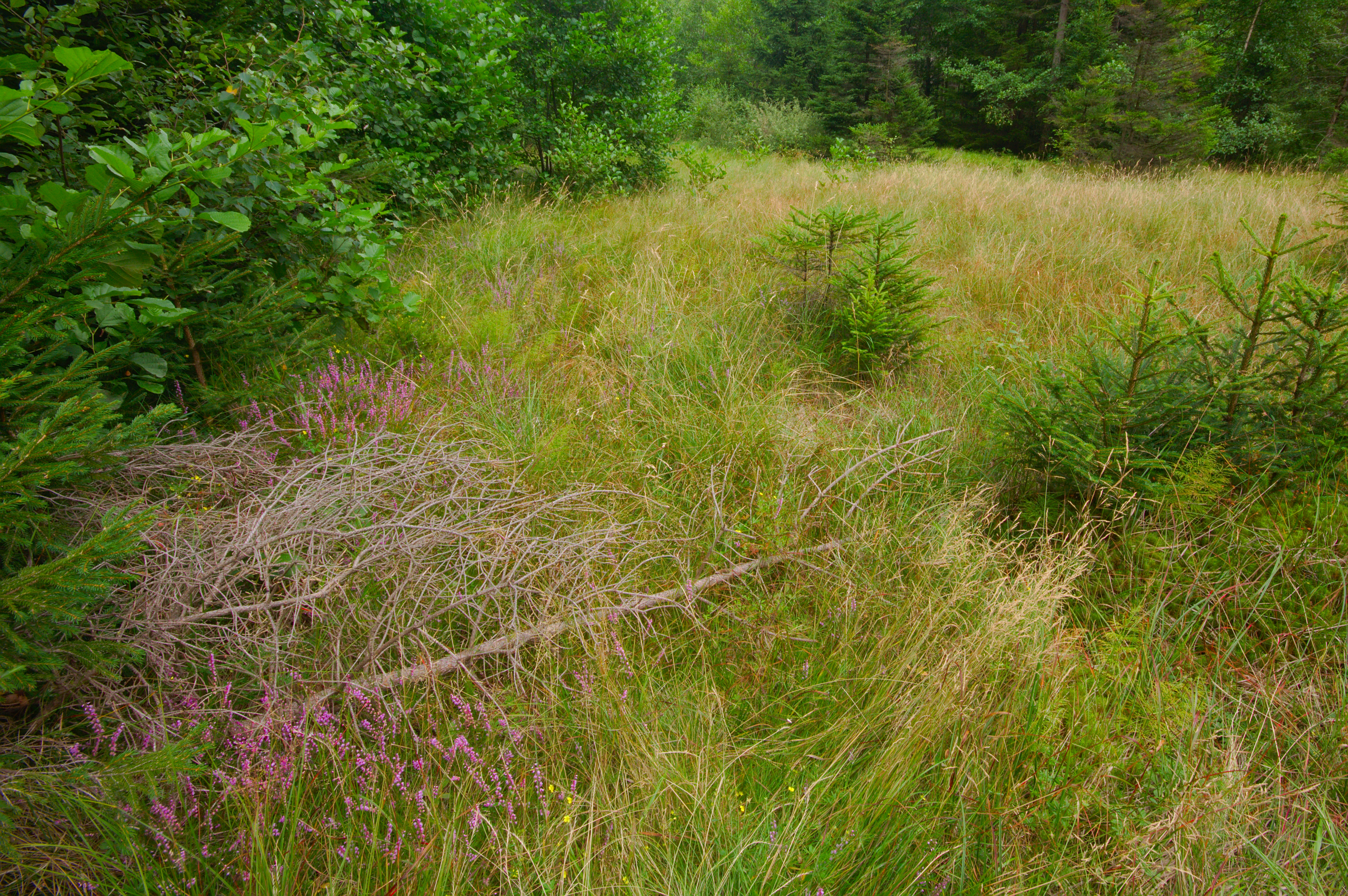
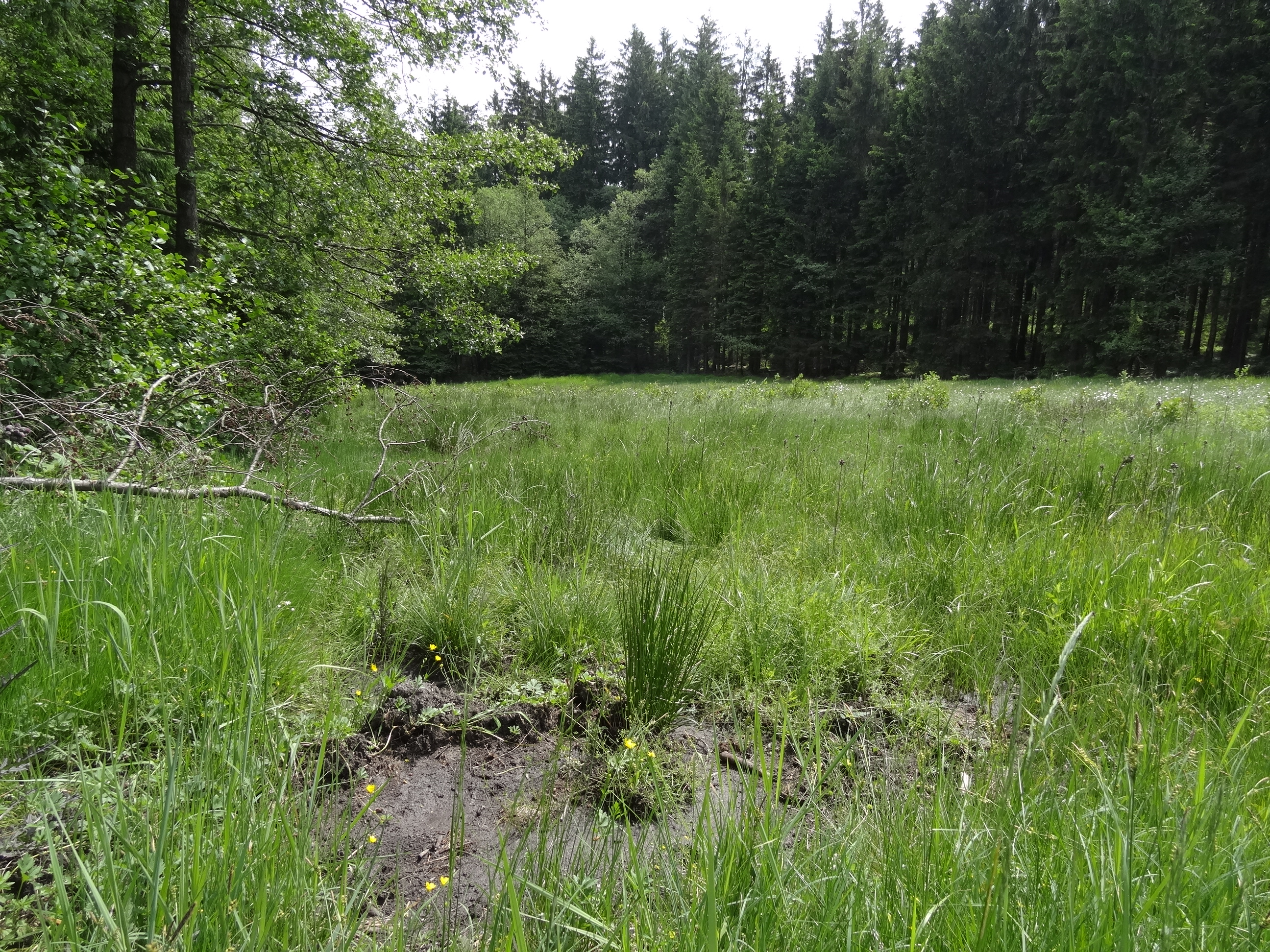
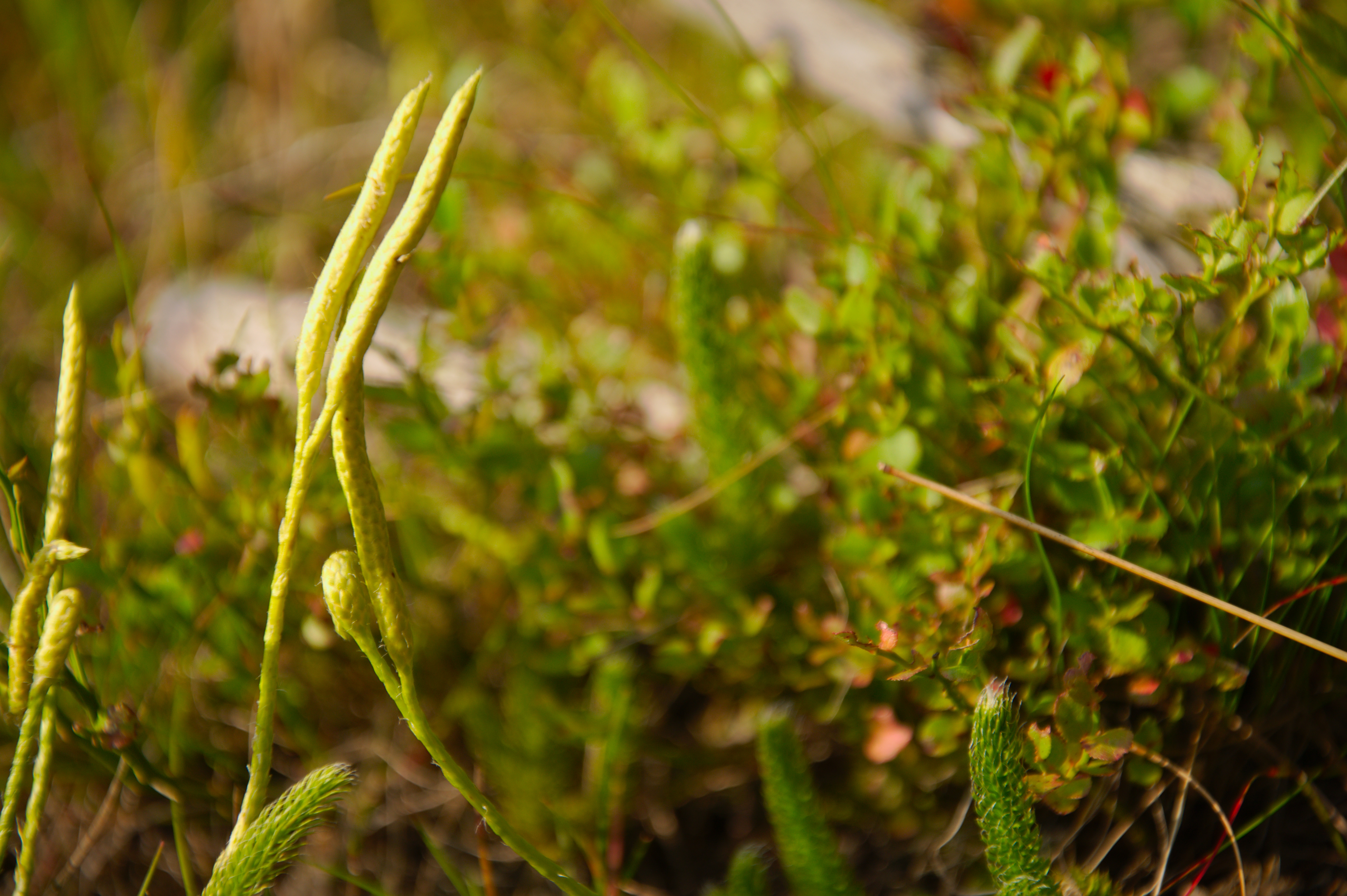
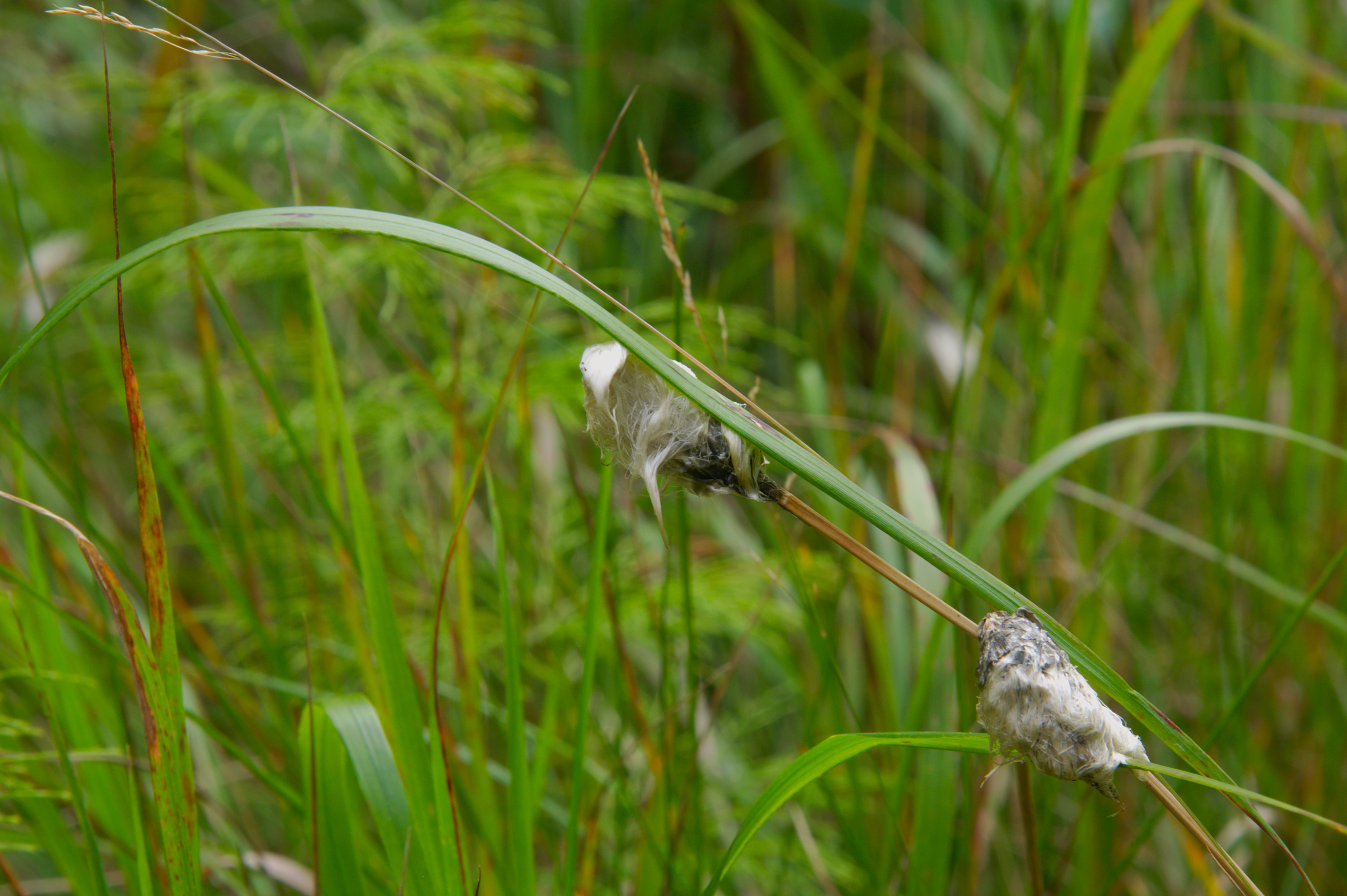